# Argyrogrammana nurtia
Argyrogrammana nurtia är en fjärilsart som beskrevs av Hans Ferdinand Emil Julius Stichel 1911. Argyrogrammana nurtia ingår i släktet Argyrogrammana och familjen Riodinidae. Inga underarter finns listade i Catalogue of Life.